# Garajau-real
O trinta-réis real ou garajau-real (Thalasseus maximus) é uma ave da família Laridae (SICK 2006). Identifica-se pelo seu grande porte e pelo bico alaranjado.

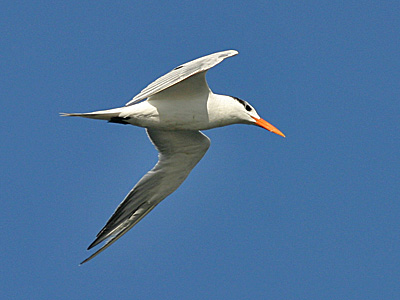
Garajau-real em voo

Esta espécie distribui-se pelos continentes americano e africano. Os locais de nidificação mais próximos da Europa situam-se na Mauritânia (Banc d'Arguin). O ocorrência desta espécie na Europa é acidental, conhecendo-se observações em Portugal, Espanha, Irlanda, Reino Unido e Noruega.

## Nomes populares
No Brasil, nome trinta-réis-real foi selecionado como nome vernáculo técnico para a espécie pelo Comitê Brasileiro de Registros Ornitológicos (CBRO) em 2021.

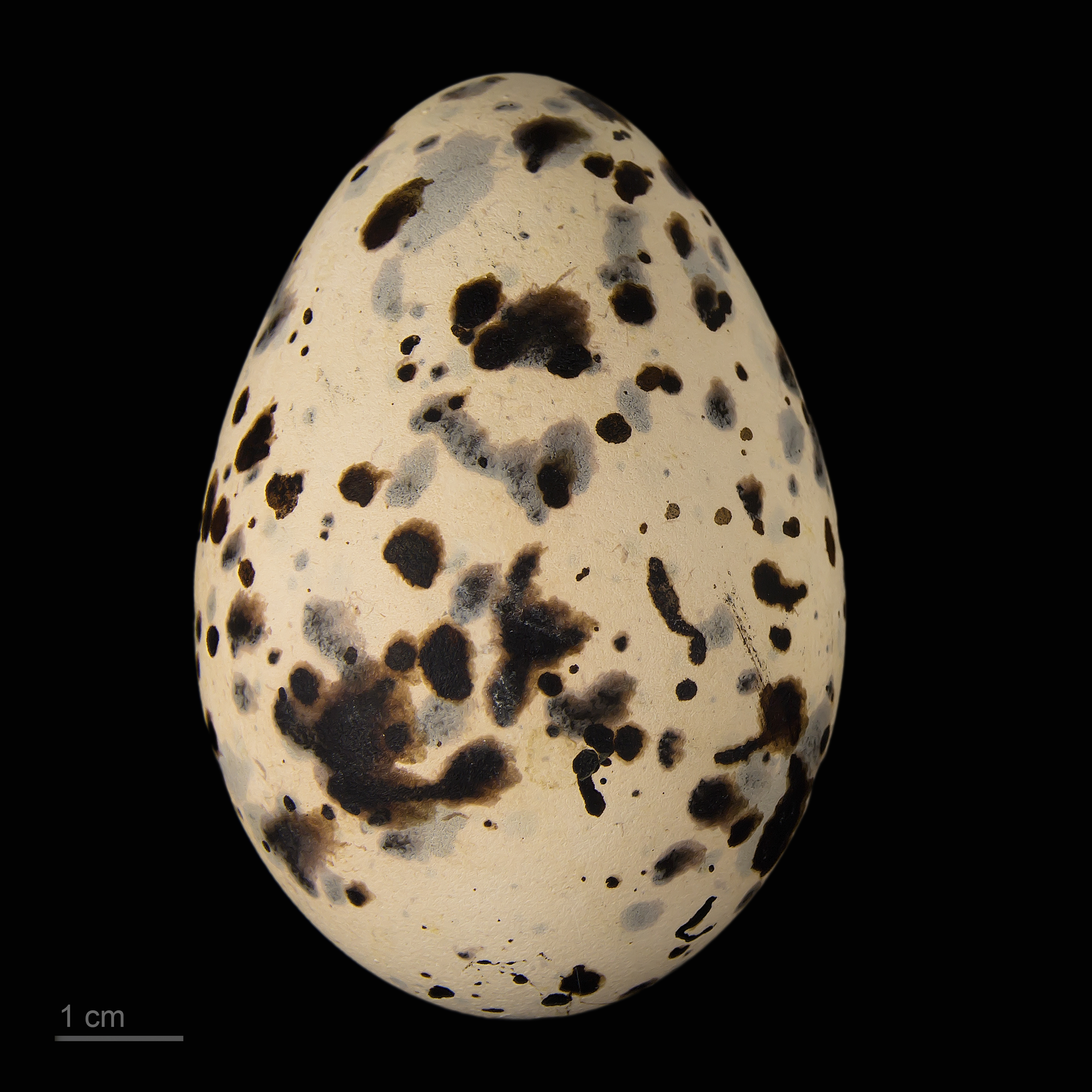
Thalasseus maximus albididorsalis - MHNT

## Subespécies
São reconhecidas 2 subespécies:
- T. m. maxima - Américas
- T. m. albidorsalis - África ocidental